# Bahnhof Kita-Senju
Der Bahnhof Kita-Senju (jap. 北千住駅, Kita-Senju-eki) ist ein Bahnhof auf der japanischen Insel Honshū. Er befindet sich im Bezirk Adachi in Tokio und ist ein wichtiger Verkehrsknotenpunkt, an dem sich drei Bahnstrecken und zwei U-Bahn-Linien kreuzen.

## Verbindungen
Kita-Senju ist ein Kreuzungsbahnhof, der von vier verschiedenen Bahngesellschaften genutzt wird. Die Jōban-Linie von JR East führt von Shinagawa und Ueno entlang der Pazifikküste nach Sendai. Je nach Tageszeit verkehren vier bis sieben Eil- und Schnellzüge je Stunde. Der Lokalverkehr auf der Jōban-Linie von und nach Abiko weist kurze Zugfolgen von wenigen Minuten auf; die Züge werden in Kita-Senju üblicherweise zur Chiyoda-Linie von Tōkyō Metro durchgebunden und fahren weiter bis Yoyogi-Uehara.
Die Isesaki-Linie der Tōbu Tetsudō (im stadtnahen Bereich auch Tokyo-Skytree-Linie genannt) verbindet Asakusa mit Tōbu-dōbutsu-kōen, wo sich die Stammstrecke in mehrere Äste verzweigt. Es herrscht ein reger Verkehr mit kurzen Zugfolgezeiten und einer Vielzahl von Eil- und Lokalzügen, wobei letztere oft zur Hibiya-Linie von Tōkyō Metro durchgebunden werden. Der Tsukuba-Express stellt eine Verbindung zwischen Akihabara und Tsukuba her. Sämtliche Eil- und Lokalzüge halten hier, was ebenfalls eine dichte Zugfolge ergibt (einzelne Züge wenden in Moriya).
Auf dem westlichen Vorplatz steht ein bedeutender Busbahnhof, der von 15 Linien der Gesellschaften Toei Bus, Tōbu Bus Central und Shin-Nihon Sightseeing Bus bedient wird, ebenso von mehreren Nachtbuslinien und einem Flughafenzubringer. Vor dem östlichen Eingang halten zwei Buslinien der Gesellschaft Keisei Bus.

## Anlage

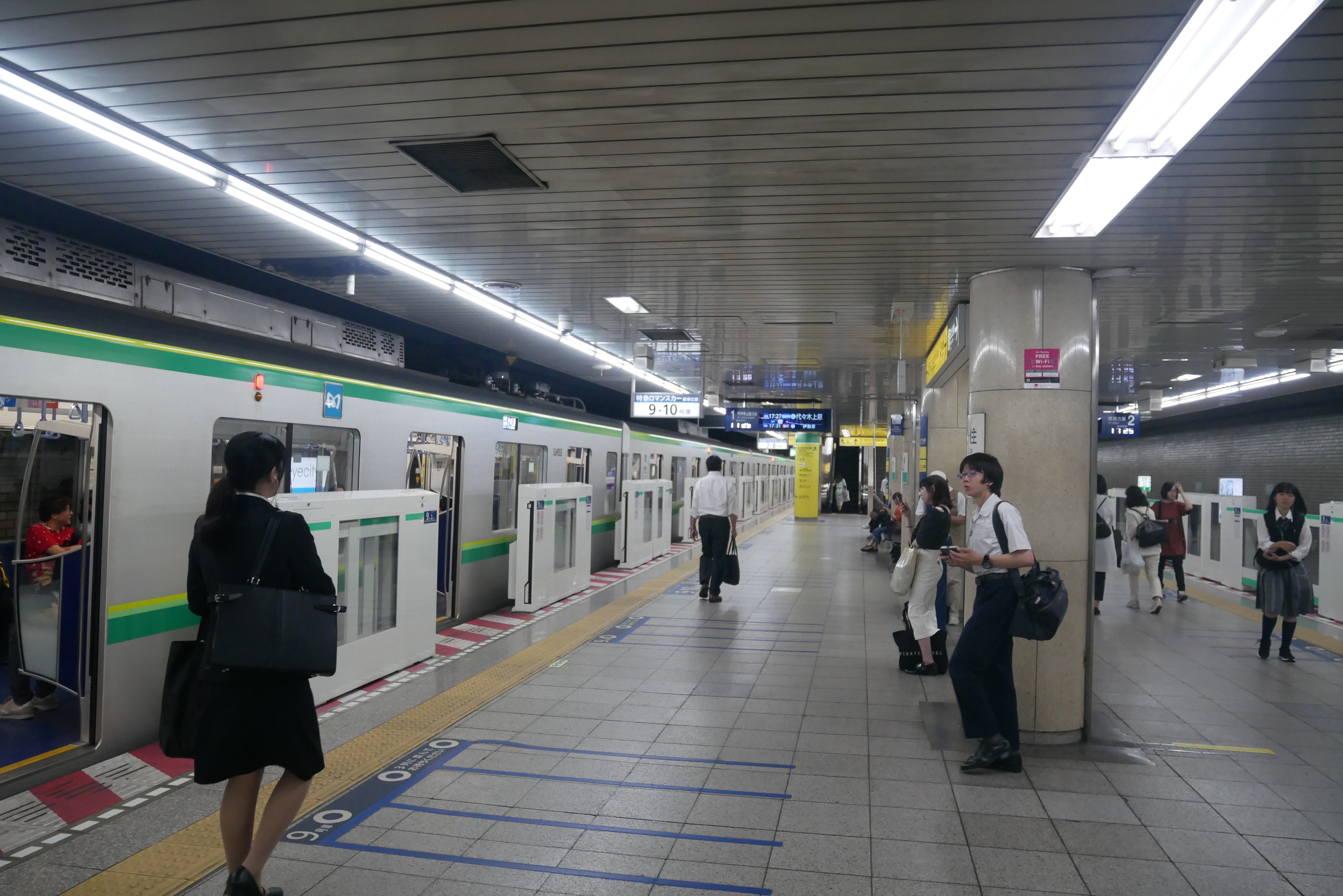
Bahnsteig der Chiyoda-Linie

Der Bahnhof steht an der Grenze der Stadtteile Senju (im Westen) und Senju-asahichō (im Osten), die beide zum Tokioter Bezirk Adachi gehören. Die Anlage ist von Süden nach Norden gerichtet und besitzt insgesamt 14 Gleise für den Personenverkehr, davon sieben ebenerdige, vier unterirdische und drei in erhöhter Lage. Diese verteilen sich auf vier Bahnhofteile, die durch weitläufige Fußgängerpassagen miteinander verbunden sind. Beim Osteingang steht die Tokyo Denki University, vor dem Westeingang die Einkaufszentren Lumine und Senju Mildix.
Unter dem westlichen Bahnhofsvorplatz halten die Chiyoda-Linie und die durchgebundenen Lokalzüge der Jōban-Linie. Der von Tōkyō Metro betriebene zweigleisige U-Bahnhof besitzt zwei Seitenbahnsteige. Daran schließt sich der älteste Bahnhofteil von JR East an, der den Eilzügen der Jōban-Linie vorbehalten ist. Er besitzt drei Gleise an einem Seiten- und einem Mittelbahnsteig. Darüber spannt sich das Empfangsgebäude in Form eines Reiterbahnhofs. An diesen angebaut ist der Bahnhof des Tsukuba-Express. Die beiden Gleise befinden sich in erhöhter Lage an zwei Seitenbahnsteigen, die mit Bahnsteigtüren ausgestattet sind. Dieser Teil ist der neueste; bis zu seinem Bau lagen hier Gleise für den Güterverkehr. Ganz im Osten teilen sich Tōbu Tetsudō und Tōkyō Metro den vierten und größten Bahnhofteil. Die dreigeschossige und vollständig überdachte Anlage umfasst sieben Gleise. Züge der Isesaki-Linie halten ebenerdig an zwei Mittelbahnsteigen mit vier Gleisen. Das erste Obergeschoss ist eine Verteilerebene mit zahlreichen Läden und Restaurants. Im zweiten Obergeschoss halten die U-Bahnen der Hibiya-Linie an einem Seiten- und einem Mittelbahnsteig mit zusammen drei Gleisen.

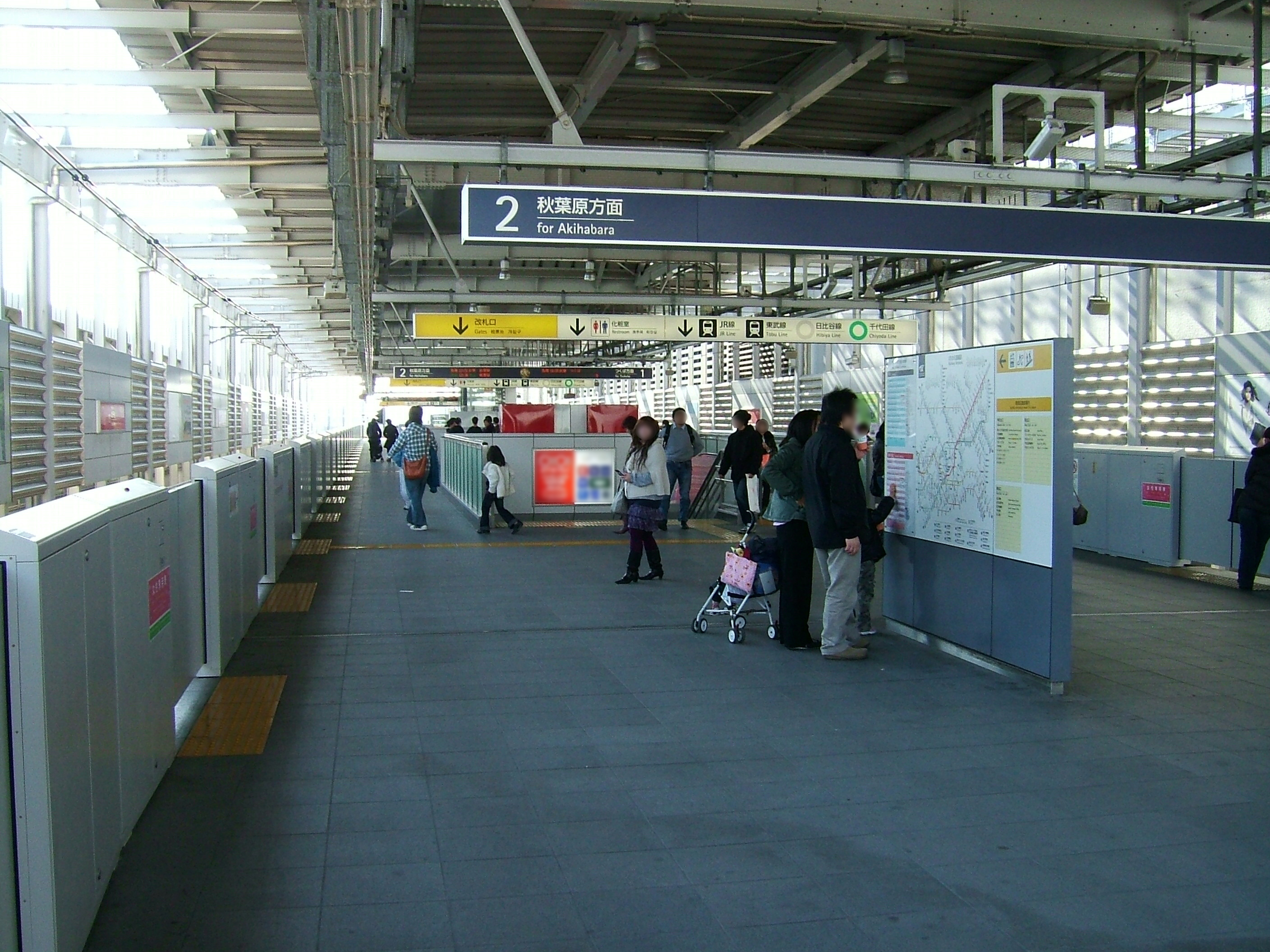
Bahnsteig des Tsukuba-Express

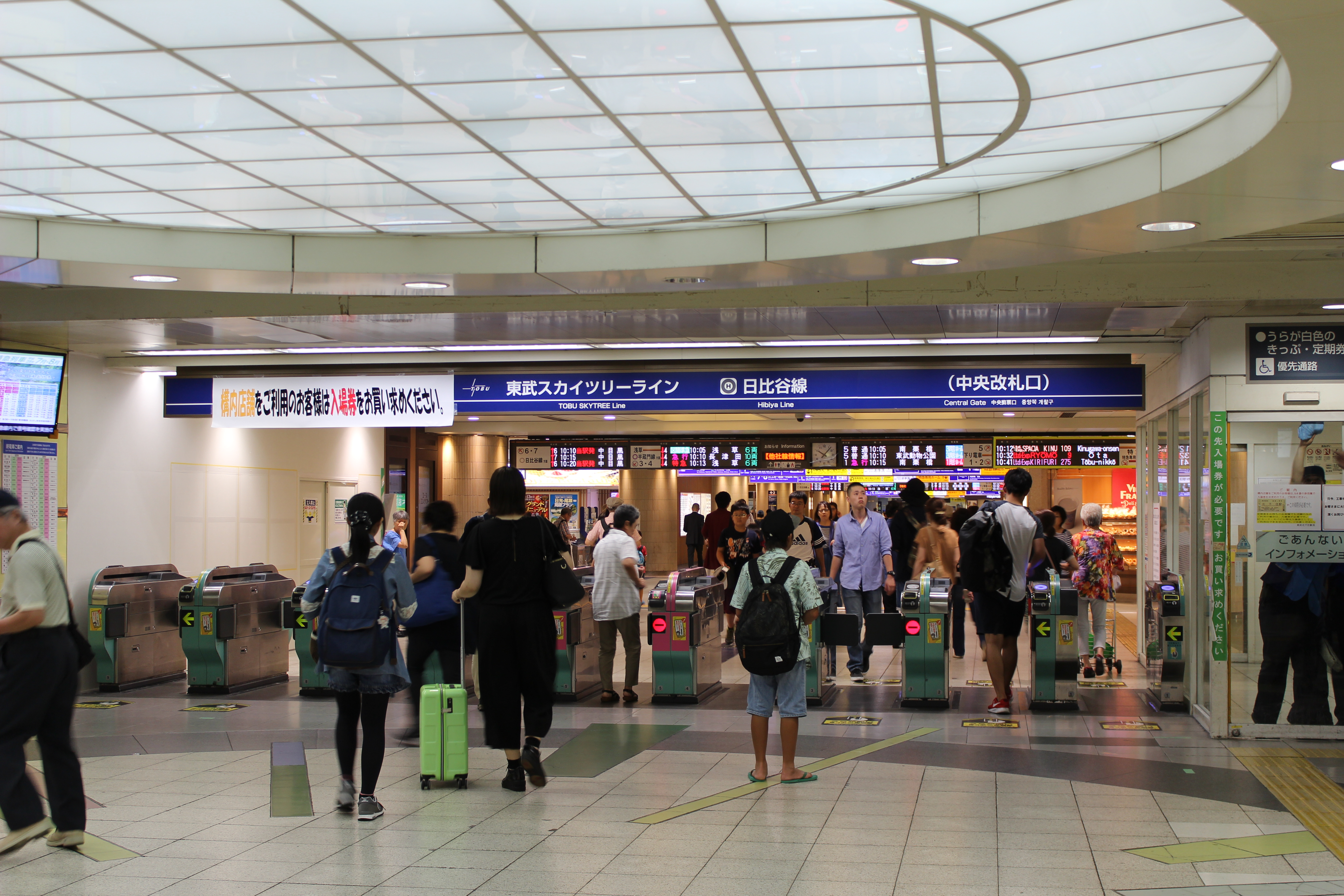
Bahnsteigsperren der Isesaki-Linie und der Hibiya-Linie

Nach Shinjuku, Shibuya und Ikebukuro ist Kita-Senju der am viermeisten frequentierte Bahnhof in den Bezirken Tokios. Im Fiskaljahr 2018 nutzten durchschnittlich 220.903 Fahrgäste von JR East den Bahnhof, hinzu kamen 50.643 bei der Shutoken Shintoshi Tetsudō. Im Fiskaljahr 2017 betrug das durchschnittliche Fahrgastaufkommen der Tōbu Tetsudō 225.784 Personen täglich, während 149'510 Personen die Hibiya-Linie und 148.392 Personen die Chiyoda-Linie frequentierten.

## Gleise
JR East (ebenerdig)
| 1 • 2 | ■ Jōban-Linie (Eilzüge nordwärts) | Matsudo • Kashiwa • Narita • Toride • Tsuchiura |
| 2 • 3 | ■ Jōban-Linie (Eilzüge südwärts)  | Nippori • Ueno • Tokio • Shinagawa              |

Tōbu Tetsudō / Tōkyō Metro Chiyoda-Linie (unterirdisch)
| 1 | Chiyoda-Linie                           | Ōtemachi • Yoyogi-Uehara • Isehara • Karakida |
| 2 | Chiyoda-Linie ■ Jōban-Linie (Lokalzüge) | Ayase • Abiko                                 |

Tōbu Tetsudō / Tōkyō Metro Hibiya-Linie (ebenerdig und in erhöhter Lage)
| 1 • 2 | ■ Isesaki-Linie (nordwärts) | Tōbu Nikkō • Tatebayashi • Akagi • Kuzū • Isesaki • Tōbu-Utsunomiya • Ōmiya Kasukabe • Tōbu-dōbutsu-kōen • Kuki • Minami-Kurihashi |
| 3 • 4 | ■ Isesaki-Linie (südwärts)  | Hikifune • Tokyo Skytree • Asakusa Hanzōmon-Linie: Shibuya • Den’entoshi-Linie: Chūō-Rinkan                                        |
| 5     | ■ Isesaki-Linie (nordwärts) | Kita-Koshigaya • Tokyo Skytree • Kita-Kasukabe • Tōbu-dōbutsu-kōen                                                                 |
| 6 • 7 | Hibiya-Linie                | Ueno • Ginza • Roppongi • Naka-Meguro                                                                                              |

Shutoken Shintoshi Tetsudō (in erhöhter Lage)
| 1 | Tsukuba-Express (nordwärts) | Moriya • Tsukuba |
| 2 | Tsukuba-Express (südwärts)  | Akihabara        |

## Linien
| Verlauf der Jōban-Linie |
| --- |
| Ueno • Nippori • Mikawashima • Minami-Senju • Kita-Senju • Ayase • Kameari • Kanamachi • Matsudo • Kita-Matsudo • Mabashi • Shin-Matsudo • Kita-Kogane • Kashiwa • Kita-Kashiwa • Abiko • Tennōdai • Toride • Fujishiro • Ryūgasakishi • Ushiku • Hitachino-Ushiku • Arakawaoki • Tsuchiura • Kandatsu • Takahama • Ishioka • Hatori • Iwama • Tomobe • Uchihara • Akatsuka • Kairakuen • Mito • Katsuta • Sawa • Tōkai • Ōmika • Hitachi-Taga • Hitachi • Ogitsu • Jūō • Takahagi • Minami-Nakagō • Isohara • Ōtsukō • Nakoso • Ueda • Izumi • Yumoto • Uchigō • Iwaki • Kusano • Yotsukura • Hisanohama • Suetsugi • Hirono • J-Village • Kido • Tatsuta • Tomioka • Yonomori • Ōno • Futaba • Namie • Momouchi • Odaka • Iwaki-Ōta • Haranomachi • Kashima • Nittaki • Sōma • Komagamine • Shinchi • Sakamoto • Yamashita • Hamayoshida • Watari • Ōkuma • Iwanuma |

## Geschichte
Die private Bahngesellschaft Nippon Tetsudō eröffnete den Bahnhof am 25. Dezember 1896, als Teil der Strecke zwischen dem heutigen Güterbahnhof Tabata und Tsuchiura, welche die Hauptstadt Tokio mit dem bedeutenden Jōban-Kohlerevier bei Hitachi verband. Knapp drei Jahre später entwickelte sich Kita-Senju zu einem suburbanen Eisenbahnknoten, als die Tōbu Tetsudō am 27. August 1899 den ersten Abschnitt der Isesaki-Linie von hier nach Kuki in Betrieb nahm. Weitere knapp drei Jahre vergingen bis zur Eröffnung der Strecke zwischen Kita-Senju und Azumabashi (heute Tokyo Skytree) am 1. April 1902. Nach dem Inkrafttreten des Eisenbahnverstaatlichungsgesetzes übernahm das Eisenbahnamt (das heutige Eisenbahnministerium) am 1. November 1906 die Nippon Tetsudō, während die Tōbu Tetsudō bis heute unabhängig blieb.

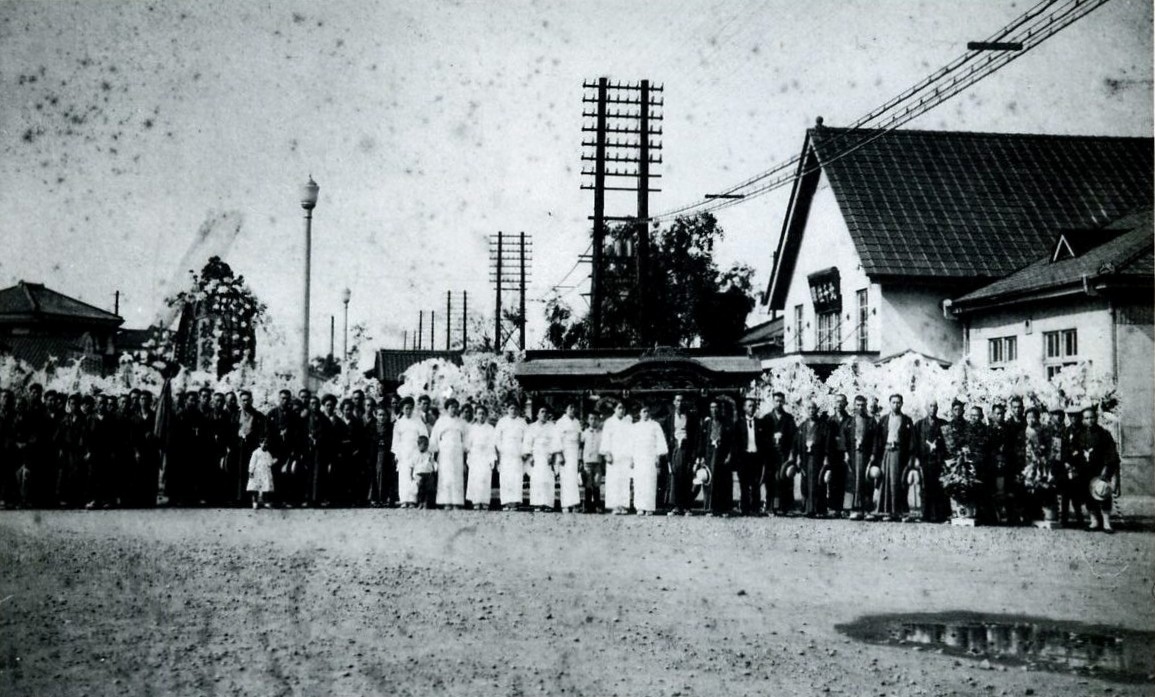
Trauergesellschaft vor dem Bahnhof (1932)

Im Vergleich zu den stadtseitigen Endstationen Ueno und Asakusa war die Fahrgastfrequenz in Kita-Senju ein halbes Jahrhundert lang deutlich geringer, was sich Anfang der 1960er Jahre zu ändern begann. Die Teito Kōsokudo Kōtsū Eidan (kurz Eidan, seit der Privatisierung im Jahr 2004 als Tōkyō Metro bekannt) verlängerte die Hibiya-Linie am 31. Mai 1962 von Minami-Senju bis hierher, mitsamt Durchbindung zur Isesaki-Linie. Am 20. Dezember 1969 verlängerte die Eidan die Chiyoda-Linie von Ōtemachi bis Kita-Senju, womit der Bahnhof nun an zwei U-Bahn-Linien angeschlossen war. Schließlich folgte am 20. April 1971 die Verlängerung der Chiyoda-Linie nach Ayase.
Die Fahrgastfrequenzen stiegen rapide an und entsprachen bald den Werten von Bahnhöfen an der Yamanote-Linie. Aus diesem Grund musste der Bahnhof Kita-Senja in mehreren Etappen erweitert werden, um die Überlastung vor allem während der Hauptverkehrszeit zu verringern. Das in den Bahnhof integrierte Einkaufszentrum öffnete seine Tore am 28. März 1985. Im Rahmen der Staatsbahnprivatisierung ging der Bahnhof am 1. April 1987 in den Besitz der neuen Gesellschaft JR East über. 1992 begann der Ausbau des Bahnhofteils mit der Isesaki-Linie und der Hibiya-Linie zu einer dreigeschossigen Anlage, nach fünf Jahren waren die Arbeiten im März 1997 abgeschlossen. Am 24. August 2005 wurden die Bahnsteige für den Tsukuba-Express von Akihabara nach Tsukuba in Betrieb genommen.